# Grönländische Fußballmeisterschaft 1954/55
Die Grönländische Fußballmeisterschaft 1954/55 war die 1. Spielzeit der Grönländischen Fußballmeisterschaft.
Die Meisterschaft wurde im Frühjahr 1954 begonnen, erstreckte sich aber wegen der schwierigen Reisebedingungen über anderthalb Jahre, sodass sie erst im November 1955 beendet werden konnte. Die hohen Kosten für die Austragung wurden zur Hälfte von Grønlands Idrætsforbund übernommen, zur anderen Hälfte von den Vereinen selber, die sich durch Spenden der Bevölkerung finanzierten.
Erster grönländischer Fußballmeister wurde NÛK aus Nuuk.

## Teilnehmer
22 Mannschaften waren für die Teilnahme gemeldet. Es sind nicht alle Teilnehmer bekannt. Da nur zehn Spiele überliefert sind, sind nur die Teilnehmer dieser Spiele bekannt. In den meisten Fällen kann auch nicht mit Sicherheit gesagt werden, dass es sich um die offiziellen Sportvereine des jeweiligen Orts oder nur eine Ortsauswahl handelt. Teilnehmer der Schlussrunde sind fett. Bekannte Teilnehmer waren:
- N-48 Ilulissat
- Qullissat (evtl. Nanoĸ Qullissat)
- Aasiaat (evtl. T-41 Aasiaat)
- Sisimiut (evtl. SAK Sisimiut)
- Maniitsoq
- NÛK
- NÛK II
- Paamiut
- Arsuk
- Narsaq (evtl. Â-43 Narsaq)
- Qaqortoq (evtl. K-33 Qaqortoq)

Möglicherweise haben auch Âkavsak Aamaruutissat und K'SP Qeqertarsuaq teilgenommen, deren Spielergebnis jedoch nicht eindeutig der Meisterschaft zuzuordnen ist.

## Modus
Die Mannschaften wurden in drei Gruppen eingeteilt. Gruppe 1 umfasste Südgrönland, die heutige Kommune Kujalleq, Gruppe 2 bestand aus der heutigen Kommuneqarfik Sermersooq und der Qeqqata Kommunia und Gruppe 3 war der ehemalige Landesteil Nordgrönland, der aus der heutigen Kommune Qeqertalik und der Avannaata Kommunia besteht, wobei offenbar kein Verein von nördlich der Diskobucht teilnahm. Wegen der mangelhaften Datenlage ist unbekannt, in welchem Modus die einzelnen Regionalmeisterschaften ausgespielt wurden. Die Sieger von Gruppe 1 und 2 spielten das südgrönländische Finale aus, woraufhin der Sieger das landesweite Finale gegen den Sieger von Gruppe 3 bestritt.

## Ergebnisse

### Qualifikationsrunde

#### Gruppe 1
| Datum  |        | Ergebnis |          |
| Finale | Finale | Finale   | Finale   |
| ------ | ------ | -------- | -------- |
| 1954   | Narsaq | 3:2      | Qaqortoq |

#### Gruppe 2
| Datum    |          | Ergebnis |           |
| Vorrunde | Vorrunde | Vorrunde | Vorrunde  |
| -------- | -------- | -------- | --------- |
| 1954     | Arsuk    | 1 ?:? 1  | Paamiut   |
| 1954     | Sisimiut | 2:3      | Maniitsoq |
| 1954     | NÛK II   | 1:5      | Maniitsoq |

| Datum  |        | Ergebnis  |          | Ort    |
| Finale | Finale | Finale    | Finale   | Finale |
| ------ | ------ | --------- | -------- | ------ |
| 1954   | NÛK    | 3:2 (0:2) | Sisimiut | Nuuk   |

#### Gruppe 3
| Datum      |            | Ergebnis   |            |
| Halbfinale | Halbfinale | Halbfinale | Halbfinale |
| ---------- | ---------- | ---------- | ---------- |
| 1954       | Ilulissat  | 22:3 2     | Qullissat  |
| 1954       | Qullissat  | 2:3        | Ilulissat  |

| Datum  |           | Ergebnis |         |
| Finale | Finale    | Finale   | Finale  |
| ------ | --------- | -------- | ------- |
| 1954   | Ilulissat | 7:0      | Aasiaat |

### Schlussrunde
| Datum                                 |                                       | Ergebnis                              |                                       | Ort                                   |
| Halbfinale (Südgrönländisches Finale) | Halbfinale (Südgrönländisches Finale) | Halbfinale (Südgrönländisches Finale) | Halbfinale (Südgrönländisches Finale) | Halbfinale (Südgrönländisches Finale) |
| ------------------------------------- | ------------------------------------- | ------------------------------------- | ------------------------------------- | ------------------------------------- |
| 11. November 1954                     | NÛK                                   | 15:4                                  | Narsaq                                | Nuuk                                  |

| Datum            |           | Ergebnis   |        | Ort       |
| Finale           | Finale    | Finale     | Finale | Finale    |
| ---------------- | --------- | ---------- | ------ | --------- |
| 8. November 1955 | Ilulissat | 1:17 (1:7) | NÛK    | Ilulissat |